# لغة فيجي الهندية
فيجي الهندية هي اللغة الهندية الآرية، وهي اللغة الأم لحوالي 313000 شخص من أصل هندي في فيجي.
تختلف هذه اللغة اختلافاً كبيراً عن اللغات الهندية القياسية المستخدمة في الهند، فالعلاقة بين اللغتين مماثلة لتلك التي بين الهولندية والأفريكانية. وتتكون اللغة من اللهجات الهندية الشرقية (البوجبوري وAwadhi) مع العديد من الكلمات الإنجليزية والفيجية. ويتحدث بها مع خنة المحيط الهادئ.
في الآونة الأخيرة، وذلك بسبب الاضطرابات سياسيون في فيجي، هاجرت أعداد كبيرة من الهنود إلى فيجي أستراليا ونيوزيلندا والولايات المتحدة وكندا، حيث نقلوا هذه اللغة معهم.

## مواقع أخرى
- قائمة اللغات البهارية